# Minimal Electro
Minimal Electro (Minimal-Elektronik), vereinzelt auch Flexipop oder Minimal Wave genannt, ist eine Sammelbezeichnung, die vorrangig Kompositionen der 1980er-Jahre zusammenfasst, deren Eigenarten auf sparsamen, aber dennoch munteren Elektronik-Arrangements beruhen. Hierbei handelt es sich zumeist um Musikgruppen und Künstler aus den Bereichen Post-Punk (Electropunk), New Wave (Electro Wave, Cold Wave), Electro-Pop, Industrial, EBM, Avantgarde, Chiptune und der Neuen Deutschen Welle.
Tanzbarkeit, kantig-schräge Gesangslinien sowie verspielte, aber auch experimentelle Klänge stehen häufig im Vordergrund. Deutliche Spuren hinterließ das Genre insbesondere bei Stilen wie Electronic Body Music, Electro Funk oder Electroclash. Eine große Rolle für das Entstehen der Minimal-Elektronik spielte die deutsche Gruppe Kraftwerk.

## Namensherkunft
Die früheste Erwähnung geht vermutlich auf das Jahr 1981 zurück. In der Januarausgabe der Zeitschrift Sounds bezeichnet der Journalist Hans Keller die Single Signs of Vice der Band Volkstanz als Minimal-Elektronik.
Umschreibungen wie „minimalistischer Wave“ finden sich bereits Anfang der 1980er-Jahre wiederholt in den Rezensionen unterschiedlicher Independent-Zeitschriften. So wird die Musik von Pseudo Code aus Brüssel zu Beginn des Jahres 1982 als „elektronische Minimalistikmusik“ bezeichnet. Im Februar 1982 nutzte der Spex die Bezeichnung „Elektro-Minimal-Musik“, um die Musik des Berliner Duos Die Gesunden (als Support der Gruppe DAF) zu kategorisieren. Auch für das Jahr 1984 ist „Minimal-Elektronik“ als Stilbezeichnung nachweisbar. Karsten Rodemann (alias Graf Haufen) gebrauchte sie im Fanzine Die Katastrophe im Zusammenhang mit der belgischen Band Bene Gesserit.

## Szene
Es existiert eine kleine Minimal-Electro-Szene, in der – neben dem Sammeln möglichst seltener Veröffentlichungen aus den 1980er-Jahren – auch entsprechende Party-Events, Rückgriffe auf die New-Wave-Mode sowie neuere Gruppen, die am 1980er-Sound angelehnte Musik produzieren, eine Rolle spielen.

## Bedeutende Gruppen

### Klassische Minimal-Elektronik der 1980er Jahre
| - Absolute Body Control - DAF - Martin Dupont - Esplendor Geometrico - Fad Gadget | - Kirlian Camera - Klystron - Kraftwerk - Der Künftige Musikant - The Neon Judgement - Norma Loy | - The Normal - Der Plan - Pyrolator - Stratis - Tubeway Army | - Snowy Red - Suicide - Tommi Stumpff - Trisomie 21 - UV Pop |

### Moderner Retro-Electro
| - A² - Alien Skull Paint - Artist Unknown | - Bakterielle Infektion - Console - Echo West | - Inbase - Ladytron - Linea Aspera | - Molly Nilsson - Welle:Erdball - Zoot Woman |